# Zeugomantispa
Zeugomantispa  (лат.) — род хищных насекомых из семейства мантиспид отряда сетчатокрылых. Новый Свет: встречаются от Канады, США, Коста-Рики и Кубы до Аргентины на юге ареала. От близких родов отличается жилкованием крыльев (углом в 30° между жилкой Sc и RA) и пронотумом с щетинками, находящимися на отчётливом возвышении (вид Z. minuta обладает редкой для мантиспид зеленоватой окраской). Длина переднего крыла от 6,0 до 16,5 мм. Диплоидный набор хромосом 2n=22. Вид Zeugomantispa minuta ассоциирован с 29 видами пауков из 14 семейств
.

## Виды
В роде Zeugomantispa около 5 видов (некоторые из них ранее включались в состав рода Mantispa):
- Zeugomantispa compellens (Walker, 1860)[7]
- Zeugomantispa minuta (Fabricius, 1775)[8]
- Zeugomantispa viridula (Erichson, 1839)[9]